# Abşeron (Rayon)
Abşeron (russisch Апшерон/Apscheron) ist ein Rayon im Osten von Aserbaidschan am Kaspischen Meer. Hauptstadt ist die Stadt Xırdalan. Der Name des Bezirks leitet sich vom persischen Abschuran (آبشوران) ab, was so viel wie „Ort des salzigen Wassers“ bedeutet.

## Geografie
Der Rayon hat eine Fläche von 1361 km² und besteht vornehmlich aus Flachland. Der Rayon liegt teilweise auf der gleichnamigen Halbinsel Abşeron und wurde 1963 gegründet.

## Verwaltungsgliederung
Der Rayon gliedert sich in eine Stadt (şəhər), acht Siedlungen (qəsəbə) und sechs ländliche Verwaltungsbezirke (inzibati ərazi dairəsi)  mit insgesamt sieben Dörfern (kənd):
- Stadt: Xırdalan (Verwaltungszentrum)
- Siedlungen: Aşağı Güzdək, Ceyranbatan, Digah, Güzdək, Hökməli, Mehdiabad, Qobu, Saray
- Dörfer: Fatmayı, Görədil, Masazır, Məmmədli, Novxanı, Pirəkəşkül (mit Qobustan)

## Wirtschaft
In der Region werden Oliven, Wein, Feigen, Getreide und Mandeln angebaut. Außerdem wird aus dem Meer Salz gewonnen. Es wird auch Viehzucht betrieben und die Agrarerzeugnisse der Region werden verarbeitet. Außerdem gibt es Erdöl- und Gasvorkommen, die ausgebeutet werden. Des Weiteren ist der Bezirk Erholungsgebiet für die Bevölkerung des angrenzenden Ballungsraums Baku.
Vier Kilometer südlich des Dorfes Qobustan befindet sich die auch von ausländischen Firmen mitbenutzte Hauptbodenstation der Raumfahrtbehörde Azercosmos mit einem Kontrollraum und mehreren Parabolantennen mit Durchmessern von bis zu 7,3 m.

## Bevölkerung
Die Bevölkerung besteht zu 96,2 % aus Aserbaidschanern. Der Rayon zählt 215.200 Einwohner (Stand: 2021). 2009 betrug die Einwohnerzahl 189.400.